# Eugent Bushpepa
Eugent Bushpepa, né le 2 juillet 1984 à Rrëshen en Albanie, également connu comme Gent Bushpepa, est un chanteur et compositeur de musique rock albanais.
Il représente l'Albanie au Concours Eurovision de la chanson 2018 avec la chanson Mall. Eugent Bushpepa participe à la première semi-finale de l'Eurovision où il se qualifie et participe ensuite à la finale, le 12 mai. Il arrive 11e sur 26 concurrents avec 184 points, dont 126 points des jurys internationaux et 58 points des téléspectateurs. Il termine ainsi à 29 points du top 10 derrière la Moldavie.